# Massa mare

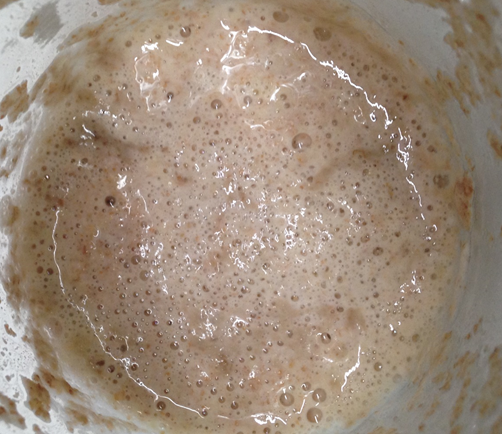
Massa mare elaborada a partir de farina integral de blat i aigua i refrescada durant 3 dies

La massa mare o cap de feina, en algunes zones també anomenat creixent o rent, és una barreja de farina, principalment de blat o sègol i aigua, que fermenta espontàniament gràcies a la presència de bacteris acidolàctics i llevats procedents de la farina i l'ambient. La massa mare es fa servir en la fabricació de pa i productes de brioxeria perquè aporta propietats sensorials, millora aspectes nutricionals i allarga la vida útil dels productes finals, degut a l'activitat metabòlica dels microorganismes presents.
La massa mare o cap de feina s'obté a base d'anar refrescant (procés d'alimentar la barreja inicial de farina i aigua que ha fermentat durant unes hores amb una nova incorporació de farina i aigua) consecutivament, amb l'objectiu de mantenir constant l'activitat metabòlica de les diferents comunitats microbiològiques i obtenir una pasta final, que en alguns casos s'anomena «esponja mare», que servirà d'agent fermentatiu. Els microorganismes adaptats de la massa mare s'encarregaran de produir el CO₂ que farà pujar la massa.
Entre les principals característiques que diferencien el pa de massa mare del pa elaborat únicament amb llevat de forner (Saccharomyces cerevisiae), destaquen: el pH més baix (3.8-4.6), més volum, més aroma, més protecció contra contaminacions microbianes indesitjables i la millora d'alguns aspectes nutricionals.

## Història i aspectes socials de la massa mare
La fermentació va ser un descobriment probablement accidental quan els llevats de l'ambient o la farina van ser capaços de fermentar extensivament una massa de cereals. Històricament, la utilització de massa mare va començar com a condició sense la qual no es podien processar els cereals per a la panificació. No va ser fins a finals del segle xix que es va introduir el llevat de forner, Saccharomyces cerevisiae, per activar la fermentació en la producció del pa de blat, primer utilitzant llevats de producció de cervesa i posteriorment llevats comercials produïts intencionadament per elaborar pa.
La història de la massa mare va acompanyada de la producció de pa i la manera d'elaborar-lo i està lligada a les diferents cultures, religions i tradicions de cada civilització al llarg del temps. Amb els llevats i la fermentació s'ha practicat la manipulació dels cereals en funció de diferents paràmetres socioeconòmics i contractuals. S'ha obtingut així un gran ventall de productes que varien entre poblacions.
La primera producció de massa mare documentada és del segon mil·lenni aC. Els antics egipcis van descobrir l'augment de volum amb la mescla de farina i aigua i la presència de bacteris acidolàctics. Els jueus van seguir amb l'art de la fleca egípcia. A la literatura grega es consideren les relacions mitològiques característiques de diferents déus amb les grans varietats de pans.
La massa mare també té part d'història a Amèrica del Nord. Durant la febre de l'or de 1849 a Califòrnia es van consolidar moltes fleques a Sacramento i San Francisco, on encara hi ha una sòlida tradició panificadora. El bacteri Lactobacillus sanfranciscensis, present a moltes masses mare d'arreu del món, es va identificar per primera vegada en una massa mare de San Francisco.
De la mà de Louis Pasteur, el 1857, van arribar avenços en el coneixement dels microorganismes i estudis posteriors han revelat que els antics grecs no s'equivocaven, i la massa mare aporta més valor nutricional al pa.

### França
El pa amb massa mare va ser portat a França pels antics grecs. En substituir l'aigua per cervesa, els gals van obtenir un pa més tou i lleuger. L'ús de massa mare en l'elaboració de pa va fer que la poca presència de sal al pa, pel seu preu elevat durant l'edat mitjana, no es convertís en un problema. La utilització de cervesa com a font de microorganismes per a la panificació va agafar protagonisme fins que, al 1668, es va prohibir el seu ús degut a l'amargor que produïen l'ordi i l'aigua en mal estat, definits en aquells temps com a perjudicials per a la salut, i això va potenciar l'ús de la massa mare. Més endavant va canviar aquesta consciència i es va tornar a fer ús del llevat de cervesa en combinació amb massa mare. A més l'aparició de llevats per la fabricació de pa durant aquest període va condicionar l'evolució dels hàbits alimentaris cap a un consum d'aliments menys àcids. A causa d'això va aparèixer la tècnica del refrescament de la massa mare, pel que es realimenta la massa mare per no arribar a un producte final tan àcid.

### Itàlia
Els romans aprengueren la panificació del contacte amb els antics grecs i començaren a construir forns de pa. Al llarg del temps es van caracteritzar per la gran varietat de pans que produïen i que encara donen nom a diferents varietats de pa, com per exemple panettone o fugassa. Es destaca l'addició de llet a la massa en el cas de la població rica del 1600s. Igual que a França, el moviment en contra dels llevats del pa provinents de la cervesa, considerats tòxics, els va afectar durant un temps, i va promoure l'ús de massa mare.

### Alemanya
El pa fermentat i acidificat ha estat important durant mes de cinc mil anys a l'Europa Central. L'Alemanya de la 1ª guerra mundial, amb pocs recursos, va haver d'optar per la melassa (o mel de canya) per l'elaboració de pa, a causa de la poca disponibilitat de grans de cereal. A partir del segle xix, la fabricació de pa amb massa mare va passar a ser un sistema ineficaç i caure en desús, fins que als anys 1980 l'ús de massa mare va tornar gràcies a la demanda d'un producte autèntic i gustós.Amb l'aparició de acidulants químics per a la indústria de panificació, es va haver de protegir la definició de massa mare tant en l'àmbit de la panificació industrial com en el de fleques artesanals, per diferenciar els productes de qualitat.

## Preparació i emmagatzematge

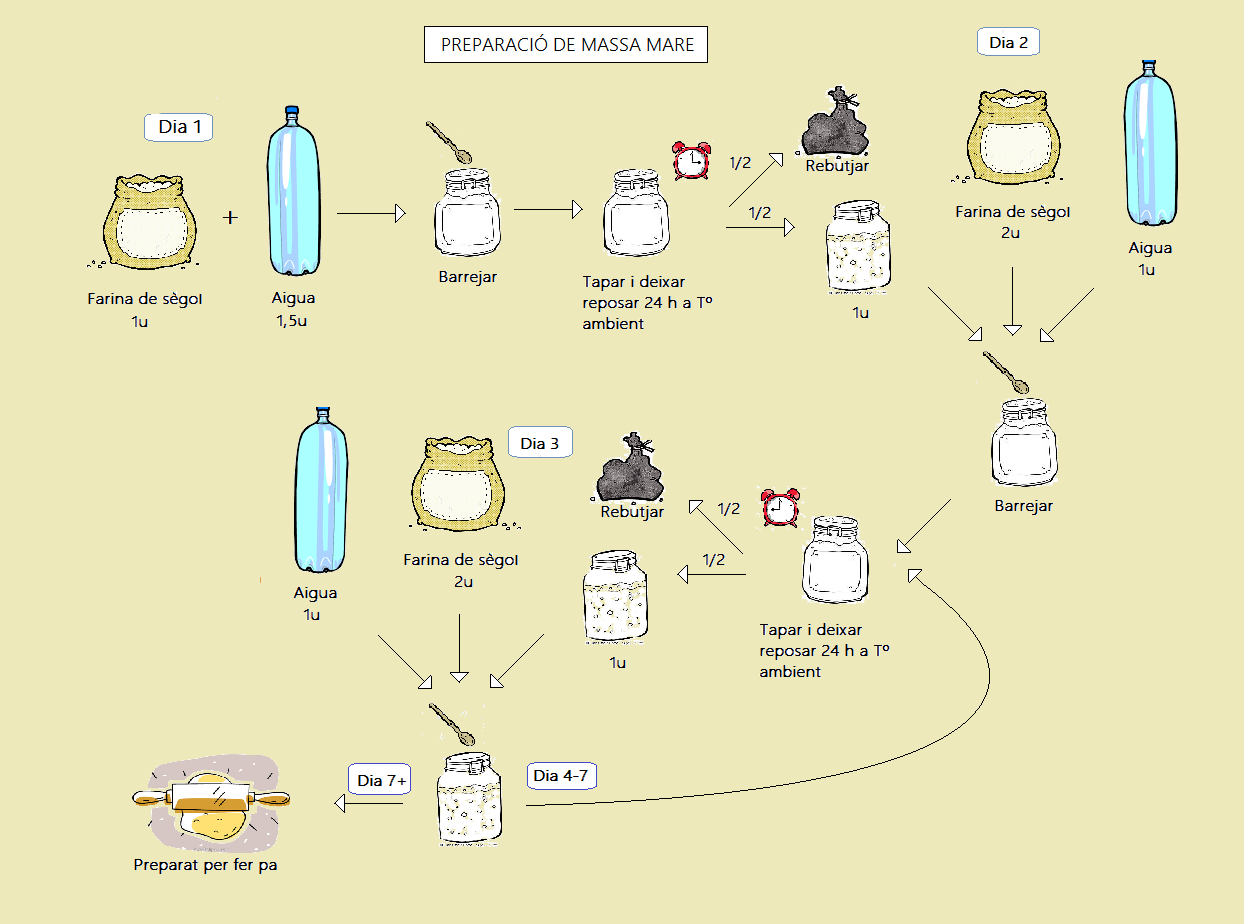
Preparació de la massa mare

Existeixen molts mètodes de preparació de massa mare, amb variants segons cada flequer, però es distingeixen dos grans mètodes clàssics i ben diferenciats de preparació: el mètode francès i el mètode americà.
Per comprendre'ls, cal introduir el concepte rendiment de la massa, habitualment abreujat com DY (de l'anglès dough yield), que s'usa per definir la proporció d'aigua i farina i que determina la consistència de la massa:
DY=(pes de farina+pes d'aigua)x100/pes de farina.
Una massa mare sòlida o ferma generalment té un DY de 150-160. Si s'augmenta la proporció d'aigua s'obté una massa mare líquida, amb un DY igual o superior a 200. Les masses mare amb valors de DY intermedis són masses mare toves.

### Mètode francès
Dona lloc al pa conegut com a pain au levain i comença amb una pasta de farina de blat amb addició de sal i malt. En el mètode francès s'obté una massa amb un DY de 150-152, és a dir, una massa sòlida, que anirà disminuint la consistència a mesura que anem refrescant-la.
Aquesta pasta se sotmet a una primera fermentació durant 24 h, durant les quals s'allibera una mica de CO₂ i àcid. La baixada de pH estimula l'activitat de proteases endògenes de la farina que, juntament amb enzims hidrolítics bacterians, actuen sobre el gluten i donen lloc a una massa menys ferma.
El segon pas comença amb el primer refresc que serveix per introduir O₂ i nous carbohidrats per estimular l'activitat i el creixement microbià. Aquesta massa fermenta ràpidament i es torna a refrescar. La massa es refresca a intervals regulars de 7 a 8 hores. Finalment, s'obté l'«esponja mare»que servirà per utilitzar-la com a agent fermentatiu del pa.

### Mètode americà
A diferencia del mètode francès, el valor de DY és molt més alt, entre 225 (massa líquida amb un relació d'aigua/farina de 1.25:1) i 250 (massa líquida amb una relació aigua/farina de 1,5:1). Aquests valors no s'alteren a mesura que es refresca.
En la primera etapa de fermentació es fermenta a 32-35 °C durant 24 hores per acidificar la massa. Després de la primera fermentació es refresca i es fermenta a 32-35 °C durant 8 hores, es torna a refrescar i es deixa fermentar la massa durant 16 hores més. En general, per obtenir una massa estable s'ha de refrescar-la cada 8 a16 hores durant cinc dies, aproximadament.

### Emmagatzematge
La massa mare líquida (DY 225-250) obtinguda pel mètode americà es conserva entre 1-5 °C, i serà útil per començar una nova fermentació durant els propers dos a tres dies sense haver-la de refrescar. Per a una conservació de llarga durada (pocs mesos, aproximadament) s'ha de disminuir la relació aigua/farina a 0,43:1 en addicionar-hi farina. Per poder utilitzar aquesta massa mare abans s'haurà de reactivar i refrescar-la com a mínim dos cops. En alguns casos es pot congelar la massa mare per tornar-la a utilitzar més endavant.

### Exemples d'aplicacions de massa mare
Un cop obtinguda la massa mare, es pot usar per dues funcions: per augmentar la massa de panificació com a agent fermentatiu; o com a base per activar el metabolisme microbià d'una altra massa mare. Diferents aplicacions de massa mare en pans com el pa d'Altamura (una mena tradicional de pa italià), el pain au levain francès, el pa de sègol amb massa mare, el White Pan Bread, el panettone italià o el pa de San Francisco, entre d'altres.

## Classificació de les masses mare

### Tipus I
Es parla de tipus I quan la massa es manté metabòlicament activa gràcies a refrescar-la diàriament a temperatura ambient (<30 °C). Aquest tipus de massa, que es pot aconseguir tant amb el mètode francès com amb el mètode americà, no necessita acompanyar-se de llevat de forner per la fabricació de pa. En masses mare de farina de blat o sègol de tipus I les espècies de bacteris dominants són Lactobacillus sanfranciscensis,que poden coexistir amb altres bacteris acidolàctics com L.pontis, L.brevis, L.fermentum, L.fructivorans, i amb els llevats Candida milleri, C. holmii, Saccharomyces cerevisiae i S.exiguus .

### Tipus II
Massa mare obtinguda per una única fermentació de 15 a 20 hores a temperatures per sobre dels 30 °C i conservada durant uns dies. Es preparen amb un alt contingut d'aigua i estan majoritàriament en estat líquid (DY de 200). Durant l'emmagatzematge de la massa mare tipus II es va inoculant massa mare activa amb l'objectiu d'acidificar-la i enriquir-la amb aroma i sabor característics. És a dir, es fa una fermentació backslopping on s'agafa una porció de massa mare madura d'una tanda anterior i s'afegeix a una nova barreja de farina i aigua per iniciar la fermentació de nou.
En aquesta dominen L. panis, L. reuteri, L. johnsonii, i L. pontis, que son resistents a pH baix. Els llevats espontanis són inhibits i, conseqüentment, s'hi ha d'afegir llevat de forner per fermentar la massa final.

### Tipus III
S'anomenen Tipus III, les masses mare de tipus II deshidratades i estabilitzades. Tenen una qualitat constant i son més simples de manejar, per això són més utilitzades a escala industrial. Hi dominen bacteris acidolàctics resistents a la deshidratació com Pediococcus pentosaceus, L. plantarum i L.brevis . Al contrari que les masses de tipus I, i com les de tipus II, les de tipus III requereixen de l'addició de llevat de forner per fermentar.

### Massa esponjosa
L'objectiu de la massa esponjosa és combinar-se amb els llevat de forner (Saccharomyces cerevisiae) per millorar el volum, sabor i vida útil del pa. És un entremig entre una massa directa, en la qual només es fa servir llevats de forner per començar la fermentació, i la massa mare, un procés indirecte en el qual la fermentació es produeix sense l'addició de llevats. La massa esponjosa es pot considerar un tipus de massa mare.

## Biodiversitat de la microbiota
El paper principal dels bactèris acidolàctics i llevats en la massa mare és el procés d'acidificació, i l'alliberament de CO2 [2]. Generalment, la massa mare conté un nombre variable de bacteris àcid làctics i llevats, amb una relació de 100:1.

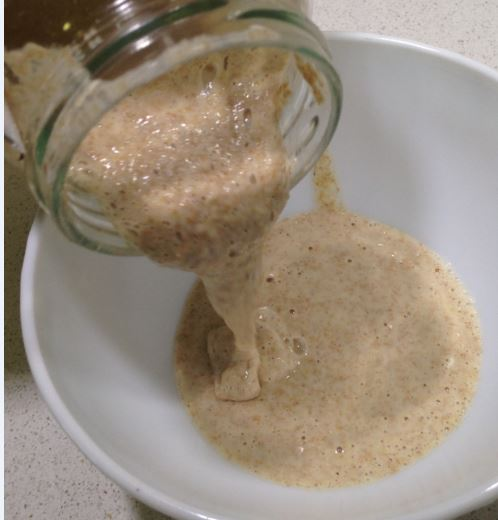
Massa mare de 24 hores, refrescada una vegada

### Bacteris acidolàctics (BAL)
Els bacteris acidolàctics (BAL) són un grup heterogeni de bacteris gram-positius, no esporulats, i productors d'àcid làctic, CO2 i àcid acètic, que tenen un paper molt important a nivell organolèptic, tecnològic, nutricional i de seguretat en productes fermentats. En la massa mare hi ha BAL homofermentatius estrictes, que només produeixen àcid làctic, heterofermentatius estrictes i heterofermentatius facultatius.
S'han identificat 55 espècies de Lactobacillus, la gran majoria dels quals són heterofermentatius estrictes, és a dir, produeixen CO2, àcid acètic i àcid làctic en la fermentació dels sucres. El domini de la majoria de BAL heterofermentatius en les massa mare tradicionals és degut a una gran adaptació al metabolisme de carbohidrats, a l'assimilació d'aminoàcids i a les respostes adaptatives a l'estrès ambiental. No és clara la distribució geogràfica d'espècies en diferents ambients, només algunes espècies de Lactobacillus com Lb. sanfranciscensis i Lb. paralimentarius semblen haver-se adaptat únicament a l'ambient de les masses mare i poques vegades apareixen en altres ambients. Però els estudis taxonòmics manifesten que no existeix relació entre la zona geogràfica i els llevats i BAL trobats, sinó que la seva presencia és atribuïble a la tecnologia de fermentació i a les condicions higièniques aplicades.

### Llevats
Els llevats que es troben en les comunitats microbianes de la massa mare s'adapten a l'ambient específic creat principalment pel baix pH, les altes concentracions de carbohidrats i la gran densitat de cèl·lules de BAL.
La majoria de llevats de les masses mare pertanyen a la família Saccharomycetaceae, encara que l'assignació en famílies dels llevats és difícil per la manca de dades.
Els llevats més comuns en la massa mare són Saccharomyces cerevisiae, Candida milleri, Pichia kudriavzevii i Saccharomyces exiguus.

### Influència del cereal i altres matèries primeres
L'estabilitat microbiològica de les farines de cereals depèn de la seva baixa activitat d'aigua. L'adaptació a les condicions de la farina i la competència entre espècies són els factors que expliquen la prevalença de determinades espècies de BAL en preparacions de massa mare. S'ha demostrat que la prèvia introducció de la farina en l'ambient de la fleca, ajuda a construir el que s'anomena com a microbiota local de la farina, i que serveix com a inòcul per a la subsegüent fermentació de la massa mare. No obstant això, el gran ús que es fa del llevat de forner a les fleques, pot ser responsable de la prevalença de S. cerevisiae en la microbiota local, i per tant, a la massa mare. De totes maneres, les dades obtingudes a partir d'anàlisis amb tècniques moleculars indiquen que també hi ha una gran diversitat de soques de S. cerevisiae en masses mare no influenciades pel llevat de forner, la qual cosa suggereix l'existència de soques autòctones de les farines de blat.
Es pot concloure que l'ambient més proper és una font important de contaminació de la farina. Conseqüentment, les condicions higièniques també tenen un paper important en la microbiota final.

### Influència de la tecnologia
Hi ha processos tecnològics específics que també determinen la diversitat i el nombre d'espècies, així com la seva activitat metabòlica. Aquests processos són: composició química, temperatura de fermentació i conservació, temps de fermentació, pH, potencial redox, rendiment de la massa (DY), temps i nombre de refrescaments.
El nombre de refrescaments defineix el pH inicial i per tant, té influència en les ràtios de creixement i acidificació dels BAL.

## Tecnologia de la fermentació de la massa mare

### Estabilitat de la microbiota
Durant els refrescaments diaris de la massa mare poden sorgir problemes d'estabilitat microbiana. Es considera que està preparada per fer-se servir hi ha una comunitat microbiana diferent de la comunitat microbiana de la farina usada com a ingredient, hi ha una relació estable entre els bacteris acidolàctics i els llevats (de l'ordre de 100:1 o superior) així com unpredomini de lactobacils heterofermentatius, facultatius o estrictes, per sobre d'altres bacteris acidolàctics.
S'ha estudiat l'efecte de l'ambient on es refresca la massa mare sobre la composició de la seva microbiota i, en molts casos, es troben diferències entre les espècies i soques dominants. Aquestes diferències en la composició de la microbiota, només afecten lleugerament l'a seva acidificació; això no obstant, podrien influir en les propietats sensorials del producte final.

### Mètodes per avaluar l'actuació de la massa mare
Per avaluar l'actuació de la massa mare s'usen paràmetres fisicoquímics i microbiològics. Les comunitats microbianes influencien la qualitat i l'actuació de la massa mare i hi ha sistemes que identifiquen i monitoren els bacteris acidolàctics i els llevats durant la fermentació, per exemple, la PCR_DGGE. Els paràmetres fisicoquímic que s'utilitzen són:
- Rendiment de la massa (DY).
- Acidificació de la massa (pH). Utilitzat com a índex per determinar una correcta fermentació de la massa mare.[7]
- Coeficient de fermentació (FQ de l'anglès fermentation quotient). Indica la ràtio molar entre àcid làctic i àcid acètic durant la fermentació de la massa mare. En masses fermes hi ha més àcid acètic i en masses toves domina l'àcid làctic.[15] L'àcid acètic té un paper important en les propietats del pa (sabor, vida útil, inhibició d'organismes no desitjats), i el seu contingut en la massa mare es pot incrementar addicionant fructosa o airejant en presència de lactobacils heterofermentatius. La temperatura és important, ja que a temperatures baixes (< 32 °C), els llevats hidrolitzen oligosacàrids, i proporcionen fructosa per a una major producció d'àcid acètic. En canvi, a altes temperatures (> 32 °C) s'inhibeixen els llevats i es produeix menys àcid acètic.[11]

### Massa mare fresca o massa mare estabilitzada
Actualment existeixen al mercat diverses preparacions comercials de massa mare estabilitzada. S'apliquen diferents tractaments com la deshidratació, la pasteurització o addició de sal i, amb l'excepció de la refrigeració, tots els sistemes d'estabilització desactiven la capacitat de producció de gas i àcid de la microbiota. Abans d'inocular aquestes masses mare estabilitzades, prèviament s'han de refrescar amb farina i aigua. El problema de la seva utilització respecte de les fresques, és que moltes espècies de bacteris acidolàctics no sobreviuen als tractaments d'estabilització.

## Aspectes nutricionals
Els canvis que tenen lloc en la massa mare, com l'acidificació, i els seus efectes en la matriu del cereal, influencien la qualitat nutricional del producte final. El metabolisme microbià de la massa mare durant la fermentació redueix la resposta glucèmica. Aquest efecte ha estat relacionat, sobretot, amb la formació d'àcids orgànics, com l'àcid làctic, que causa una disminució en la velocitat de digestió del midó. Altres canvis químics es relacionen amb la disminució del grau de gelatinització del midó i la formació de midó resistent. També augmenta l'absorció de minerals, gràcies a que la fermentació degrada l'àcid fític, un component que segresta els minerals i en redueix la biodisponibilitat. Produeix nous components nutricionals com vitamines i exopolisacàrids (prebiòtics)
S'ha demostrat que la fermentació de la massa mare pot promoure la formació de pèptids bioactius, per exemple, amb efectes immunomoduladors, antimicrobians, antioxidants, antitrombòtics, hipocolesterolèmics o hipotensors.

### Al·lergògens
Un fenomen determinant en la qualitat del productes elaborats amb massa mare és la degradació proteïca. La proteòlisi hi és més elevada que en masses fermentades convencionals i això pot ser utilitzat com a eina per a reduir certs compostos al·lergògens. Arran d'això, es podrien utilitzar proteòlisis controlades en massa mare de blat i sègol per millorar receptes sense gluten.

### Legislació
El Reial decret 308/2019, de 26 d'abril, publicat al BOE 113 de l'11 de maig de 2019 defineix la massa mare de cultiu i la massa mare inactiva, i estableix la proporció mínima de massa mare i les condicions que han de complir els pans en els quals s'indiqui la menció "elaborat amb massa mare".